# تور رادار
تور رادار (انگلیسی: TourRadar) شرکت گردشگری اتریشی است، که در سال ۲۰۱۰ تأسیس شد.